# Limfjord-Freileitungskreuzung 1

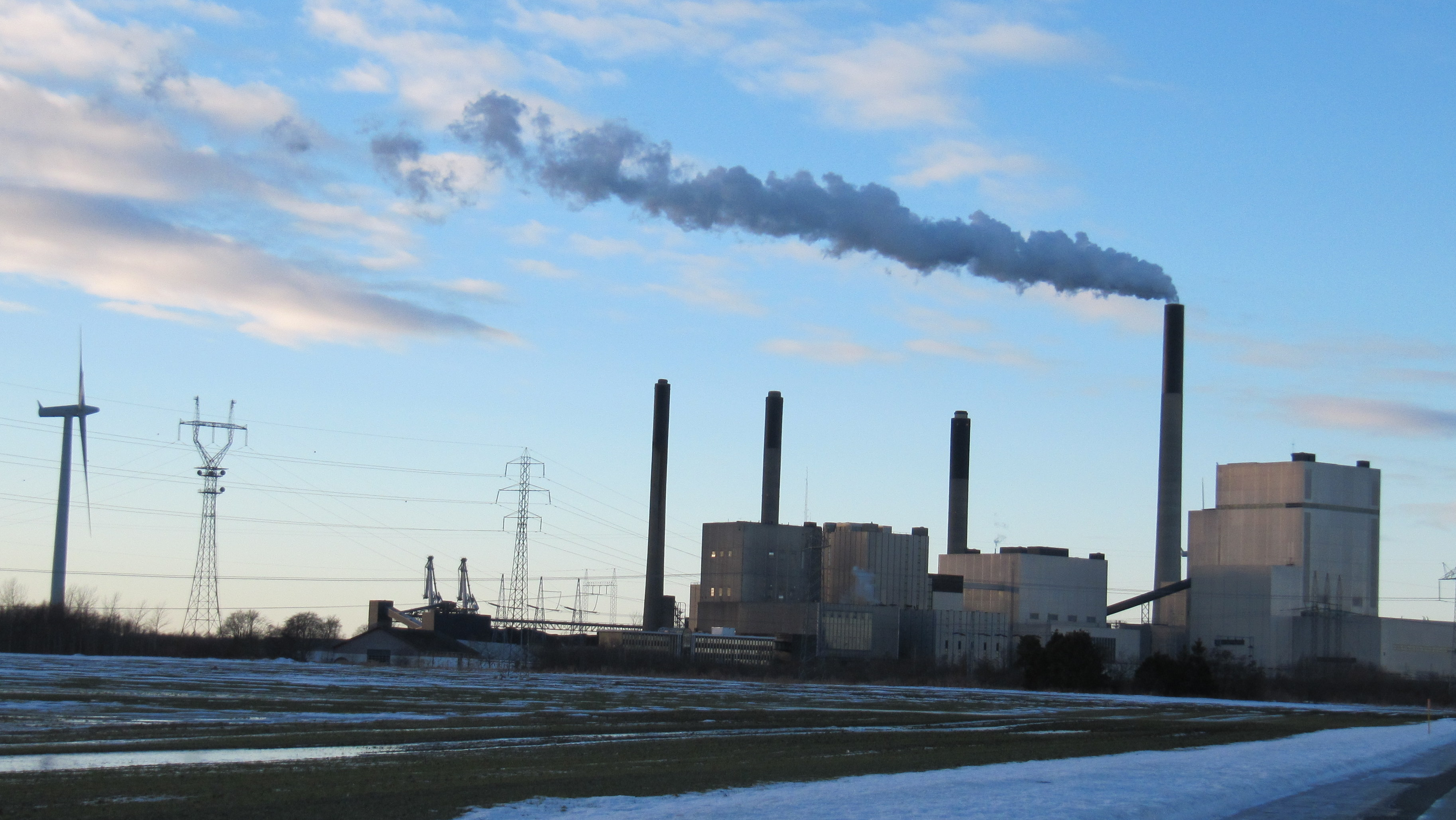
Östlicher Tragmast der Kreuzung (links) am Kraftwerk Nordjylland

Die Limfjord-Freileitungskreuzung 1 ist eine Freileitungskreuzung des Limfjord in Nordjylland, Dänemark. Sie besteht aus zwei je 101,2 Meter hohen Masten, die sich bei 57°4'17" nördlicher Breite, 10°2'28" östlicher Länge und bei 57°4'5" nördlicher Breite und 10°1'51" östlicher Länge befinden.
Etwa 300 m südlich verläuft parallel die Limfjord-Freileitungskreuzung 2.